# UTOPIA 最後の世界大戦
- 足塚不二雄（藤子不二雄） > 連載と描き下ろし > UTOPIA 最後の世界大戦

『UTOPIA 最後の世界大戦』（ユートピア さいごのせかいたいせん）は、足塚不二雄（のちの藤子不二雄）による日本のSF漫画作品。1953年に出版された。藤子不二雄（藤本弘と安孫子素雄）の合作による漫画作品としては、最初で最後の単行本描き下ろし作品である。作品は全96ページ。全1巻。鶴書房による初出では、中島利行『覆面団』併録。

## 作品概要
機械文明の発展した未来を描き、それが必ずしも人類に平和をもたらすものではないというテーマを掲げて描かれた。そして戦後間もない頃に描かれた作品のため、戦争批判や戦後復興への憧憬も色濃い内容である。そしてこの作品の中核である「ユートピア」で描かれている、「人々が管理され、裏切り者は弾圧・抹殺される」という点で、管理社会に対する批判も見て取れる（「ディストピア」も参照の事）。
合作作品。高校3年進級後の春から執筆を開始するが10月に頓挫。翌年の高校卒業後、手塚治虫の仲介により出版社から単行本の執筆依頼があったため、執筆を再開（大部分の物語と構成は刷新）。会社を辞め漫画業に専念していた藤本弘が指揮を執り、当時はまだ新聞社に務めていた安孫子素雄が夜や週末に手伝うという形で執筆されたという。
画風は当時両人が入れ込んでいた、手塚治虫の影響が色濃いものである。作品の随所に、藤子両人のその後の作風や構成の原点が見られる。後の藤子作品に、本書がネタとして取り上げられることがある（#その他を参照）。

## 執筆の経緯
着想から出版までの経緯と、前後の出来事は以下の通り。

### 1950年
- 12月 - 手塚治虫『新世界ルルー』連載開始。
  - 連載初回の題字には「LURUE THE UTOPIA」と英題が記されている。
  - 「英題の一部」「閉鎖空間に長く閉じ込められる人物が登場する」「主人公が見たことのない世界（社会）に触れて感動する場面がある」等の共通点があるが、作品内容の大筋はまったく異なっている。

### 1951年
安孫子の日記より（日付が誤植の可能性あり）
- 4月18日（水）- 高校3年の安孫子の日記に、単行本のプランを立てるため会議を行ったとの記述。候補作品は『クォ・ヴァジス』『乞食王子』『ラパチーニの娘』『海底都市』『荒らされゆく地球』の5本。2時間経ってもまとまらず2人で不機嫌になったが、お茶を飲んで水入りになったところで安孫子が藤本から『みごとな新世界』の話を伝え聞く。触発された2人は他の漫画案をすべて没にし、未来漫画の草案をそれぞれ考えることに決定。
- 4月22日（日）- 安孫子の日記に脚本完成、配役決定との記述。この時点での配役ではフジオが二役（息子と特殊警察隊長）を演じることになっている。そっくりな2人が入れ替わる構想があったが、完成版ではそれが変化した事情がうかがえる。「コスチュウム」も決定し、後はページの配分のみとの記述も。

日付は藤本のノートより、内容は安孫子の日記より
- 5月18日（金）- 藤本が『みごとな新世界』（「科学ペン」20P短縮版）を読む。
  - 本作は『世界名作縮冊全集』（中央公論社）に2ページにてあらすじが紹介されていたオルダス・ハクスリー『すばらしい新世界』に触発されたものであることが安孫子の1951年4月18日の日記で語られているが、『世界名作縮冊全集』には『すばらしい新世界』は掲載されていない。藤子不二雄研究者の河井質店は、1937年発行の『科学ペン』に『みごとな新世界』の20頁版が掲載されており、その他の短縮版は確認されていないことから、安孫子の日記は勘違いで、実際には藤本は『科学ペン』掲載の20頁版を読んだのではと推測している。

藤本のノートより
- 5月19日 （土）- 藤本の構想ノートの冒頭のページに、この日の16時〜19時に安孫子と2人で「単行本の題材について」の「第一回会談」が開かれたとの記述。『クオ・ヴァディス』『乞食王子』『新世界』『沈みゆく世界』『荒らされる地球』の5本に『ラパチーニの娘』を加えた候補から、結局『新世界』と決定したと記されている。安孫子の4月18日の日記とほぼ同内容。藤本のノートにはこの後ろに物語の構成表が記されている。
- 5月20日（日）〜22日（火）- 藤本の構想ノートに「人物スケッチ」と配役のメモ。「題材会議と配役決定の記述内容がほぼ同じで、それらの日付が安孫子と藤本でほぼ1か月ずつずれている」「典拠の安孫子の日記は印刷物、藤本のノートは手書き文字」という事実を考えると、安孫子の日記の印刷物の日付が誤植である可能性が高い。また、安孫子の日記には4月から『UTOPIA』のタイトルが登場するが、藤本のこの日までの構想ノートには「新世界」という仮タイトルが登場するのみで「UTOPIA」の文字は登場しない。

安孫子の日記より
- 8月26日（日）-『UTOPIA』赤道祭祝で手塚治虫から単行本『バンビ』が届く。実際に描けていたのは30枚。
- 10月14日（日）- 機構改革討論。ストーリーを再構成することにし、描いた原稿は使えるものだけ使うことに。
- 10月18日（木）- 頓挫。製作一時中止を決定。

当時の出版物の奥付より
- 11月10日付 手塚治虫『バンビ』の単行本が鶴書房より刊行。　

毎日小学生新聞紙面より
- 12月16日（日）- 『天使の玉ちゃん』でプロ漫画家デビュー（2人がその事実を知ったのは12月29日）。

### 1952年
- 1月 - 手塚治虫『新世界ルルー』連載完結。
- 3月 - 高校卒業。
- 3月21日（金）- 藤本と安孫子の2人は宝塚の手塚治虫宅を訪問。描きかけの『UTOPIA』の原稿を見せる。綱吉ギャグ漫画、『ベン・ハー』10Pの2作と合計して30P余りの原稿を持参したとのことなので『UTOPIA』の原稿は多くとも20Pほどだったと考えられる。
- 3月下旬〜5月頃 - 手塚が鶴書房に有望な新人として藤本と安孫子のコンビを推薦。
- 4月、就職（藤本はすぐに退職）。
- 4月4日（金）-『天使の玉ちゃん』連載第26回が掲載（最後の掲載）。しばらく後に、藤本と安孫子は2人の唯一の連載が終了したことに気づく。
- この頃、鶴書房から単行本執筆依頼があり、藤本と安孫子は頓挫していた『UTOPIA』を形にすることを決定。脚本、配役にも変更が加えられた（正確な時期は不明[9]）。
- 5月[10] - 手塚治虫『新世界ルルー』の単行本が『きえた秘密境（THE ROAD TO UTOPIA）』に改題されて鶴書房より発売。
  - 手塚は、この単行本の発売にあたり鶴書房とやりとりする中で、3月に預かっていた『ベン・ハー』の原稿を見せ、藤本と安孫子のことを推薦したと考えられる。
  - 本扉では「UTOPIA」の文字だけが赤く大きく記されている。黒地に徐々に太くなる白線を配置した図案は翌年に発売される足塚の単行本のプロローグ後の扉と共通している。
  - 本書は2年後の1954年5月[11]にも『まぼろし世界（THE ROAD TO UTOPIA）』の題名で鶴書房より発売された（ただし、これは手塚に無断で発行された#海賊版）。鶴書房から「UTOPIA」がタイトルに含まれた本が3年連続で出版されたことになる。
- 藤本と安孫子は、編集者とは一度も顔をあわせることなく、手紙と電報のやり取りだけで『UTOPIA』の原稿を完成させた。

### 1953年
- 1月 - 手塚治虫『宇宙人対地球人』『地球最後の日』が鶴書房より刊行。
  - ただしこれは作者の許可を得ずに勝手に刊行したいわゆる海賊版で、作品名も出版社が勝手に変更している（正しい作品名は『来るべき世界 前編』 と『来るべき世界 後編[宇宙大暗黒篇]』）。少なくとも1952年5月の『きえた秘密境』までは良好だった手塚と鶴書房の関係が、遅くとも1953年1月には悪化、または途絶えていると考えられる。藤本と安孫子は手塚信奉者であったことから、『まんが道』において『UTOPIA』が高校時代に短期間で描かれたことに改変され、鶴書房の編集者が一切登場しない理由は、この手塚と鶴書房の関係悪化も無縁ではないと考えられる。
  - 鶴書房はこの他にも手塚の海賊版を多数、勝手に刊行している。下記は確認できたものの一覧。
    - 同年4月25日付『地底列車』（『地底国の怪人』の海賊版）
    - 同年7月5日付『真珠姫』（『森の四劍士』の海賊版）
    - 1954年3月25日付『ロケット魔人』（『大空魔王』の海賊版）
    - 1954年4月25日付『月光怪人』（『月世界紳士』の海賊版）
    - 1954年5月25日付『まぼろし世界（THE ROAD TO UTOPIA）』（『きえた秘密境（新世界ルルー）』の海賊版）
    - 1954年6月5日付『燃える円盤』（『来るべき世界』の海賊版）
    - 1957年11月15日付『タイガーチームの遠征』（『タイガー博士』の海賊版）
    - 1958年1月15日付『バテイ島の奇蹟』（『来るべき世界』の海賊版）

  - 鶴書房は富士見出版社という別の名義を用いた出版も行っており[12]、その社名でも多数の手塚治虫の海賊版を無許可で出版している。手塚は1961年に「無許可で私の旧作をかきなおして出したもので、当出版社のものはごらんにならないように」と注意を呼びかけている[13]。

- 7月（8月10日付）- 足塚不二雄『UTOPIA 最後の世界大戦』が鶴書房より刊行。社会人2年目の夏。
- 好評につき、単行本第2作を依頼され、藤本が『ベン・ハー』の執筆に着手するも頓挫（数ページだけ執筆したが、未発表作品となる）。

## 史実と『まんが道』の相違
『まんが道』（安孫子単独作）はあくまでも半自伝的漫画であり、本作の執筆や出版の経緯は歴史的事実とは異なる。

### 高校時代の相違
『まんが道』（フィクション）
- 高校3年の冬に、才野（モデルは藤本）が『UTOPIA』のシナリオを一人で10日間かかって書く。
- 満賀（モデルは安孫子）が「手を入れずこのまま漫画化しよう」と言い、そのまま作画作業に入る。
- 高校卒業前に『UTOPIA』が完成。

史実
- 着手したのは高校3年進級時の春。
- 内容は藤本のみで作られたわけではなく、春から数か月にわたり藤本と安孫子でストーリーについての議論が幾度も繰り返されている（安孫子の日記より）。
- 高校3年時の10月18日には製作一時中止となっている（安孫子の日記より）。
- 実際に発行された漫画作品と同じストーリーが固まり、執筆が再開されたのは1952年の春以降（高校卒業後）のことである。

### 高校卒業後の相違
『まんが道』（フィクション）
- 高校卒業後、就職前に上京し、あちこちの雑誌社に『UTOPIA』の持ち込みをする。
- 「当時の雑誌は人気作家の手塚治虫の漫画ですら月に数ページしか掲載しておらず、100ページもの作品をとても雑誌に掲載できる状況ではない」「子供向け作品としてはやや難解なストーリー」等の理由で、出版社から難色を示される。
- トキワ荘で、手塚治虫に『UTOPIA』の原稿を預ける。
- 富山に帰郷して就職し、半年以上が経った後、突然送られて来た小包により単行本『UTOPIA 最後の世界大戦』が出版されたことを知る（社会人1年目の出来事で、読切デビュー作『西部のどこかで』や初連載作『四万年漂流』よりも前）。

史実
- 高校卒業時に訪問したのは東京ではなく、宝塚の手塚邸。
- 手塚の紹介により出版社から正式な単行本執筆依頼を受け、編集者と打ち合わせを重ねつつ『UTOPIA』を執筆。
- 出版されたのは社会人2年目の夏（『西部のどこかで』の掲載、『四万年漂流』の連載よりも後）。

## 単行本

### 鶴書房（初出）版
鶴書房より、1953年に単行本として刊行された。この本の表紙は、当時の人気漫画家、大城のぼるが描いている。執筆時のタイトルは「UTOPIA」だったが、出版の際に編集者により「最後の世界大戦」と変更され「UTOPIA」は副題扱いとなった。
中島利行『覆面団』も収録されているが、中島の名は本のどこにも書かれておらず、あたかも足塚不二雄の単著のような装丁になっている（ただし、『覆面団』を表題とした本も出版されたという）。
「藤本・安孫子が自身で用意した表紙は没にされた」「一色原稿（黒）という約束で原稿を仕上げたのに、印刷されたものは二色になっていた（勝手に赤で彩色）」「勝手に別人によるコマが最後に付け加えられた」等の経緯があったため、藤子両人にとっては不満の残る単行本となった。藤本が所有していた本書には、最終ページに付け加えられた別人が作画したコマに×印が付けられていたという。
1980年代前半当時、「まんだらけ」では50万円で買い取りし、販売価格は100万円としていた。1990年代にまんだらけ社長の古川益三が『開運!なんでも鑑定団』に出演した際に紹介したことで有名になり、10冊以上が市場に出てきた。
現存部数は確認されているだけで20冊弱ほどで、初版本は数百万円の値段がついており、『開運!なんでも鑑定団』の2010年8月10日放送分において鶴書房版が300万円の鑑定額となるなど、2000年代において手塚治虫の「新宝島」（育英出版の初版）と共に日本で最も（相場が）高い単行本とされている。原作者ですら持っていないといわれる（安孫子によると、引越しの際に紛失してしまったとのこと）。
松本零士は高校時代に130円で1954年発行の再販本を購入し、生涯所有した。2017年11月14日放送の『開運!なんでも鑑定団』で鑑定依頼し本人評価額は130万円だったが、鑑定額は280万円となった。同書の復刻（後述）のため本を貸し出した際に背表紙に白い線が入ってしまい、「背表紙の線がなければ300万円、初版で状態が良ければ400万円以上」と評価された。

### 名著刊行会
1981年、名著刊行会にて『日本名作漫画館』として復刊された。復刻にあたり、小松左京が所有していた原本が解体された。カバー画は藤本による描き下ろしで、カバーを外すと鶴書房時代の表紙画が掲載されている。初版のラストのページにあるすぐ下の奥付もそのまま復刻されている。原本に同時収録されていた作品『覆面団』は藤子の作品ではないためカット。そのため本の頁数、厚みが減っている。絶版。

### 藤子不二雄ランド
1991年、中央公論社刊『藤子不二雄ランド』第一期の最終巻（No.301）として刊行された。最後のコマの残り3分の2がハーフトーンで占められているが、この部分は初版では他作者によるコマ、81年版では奥付であるためにカットされた。なお、この版には藤子初期の作品である「ユリシーズ」（原作：ホーマー）、「おやゆびひめ」（原作：アンデルセン）も同時収録されている。絶版。

### 小学館クリエイティブ
2011年8月29日、小学館クリエイティブより、松本零士が所持している鶴書房版の原本を元にした完全復刻版が刊行された。鶴書房版の完全復刻というコンセプトから、他者による最後のコマ残り3分の2及び『覆面団』もそのまま収録され、小学館による奥付には『覆面団』の作者に関する情報提供の呼びかけが行われている（前述の通り、まんだらけの調査で中島利行の著書であることが判明している）。また、別冊として「UTOPIA読本」が付けられ、藤子不二雄Ⓐのコメントと松本零士へのインタビュー、中野晴行・小野耕世・大橋博之による『UTOPIA 最後の世界大戦』にまつわる評論が載せられている。

### 藤子・F・不二雄大全集
2012年9月、 『藤子・F・不二雄大全集』にて藤本が所有していた原本を使用して刊行された。第3期、2012年9月配本のラインナップ。併録は『天使の玉ちゃん』。Google Playより電子書籍で配信。

## あらすじ
20XX年、第三次世界大戦は終わりに近づき、A国軍はS連邦の首都マスクワへ総攻撃に移る。追い詰められたS連邦は最終兵器「氷素（ひょうそ）爆弾」をA国に投下する計画を立てた。氷爆を発明した博士（はくし）は兵器としての使用を頑なに拒むが、軍部は強行する。一方A国は実験台として戦争反対罪の死刑囚の男を氷爆のシェルターに閉じ込めようとする。このシェルターの中に放射線を当てれば、氷爆の脅威から逃れられるというものである。だが、そこへ見せしめに連れて来られた死刑囚の息子である少年も、シェルターに飛び込んでしまう。A国軍部は敵襲を甘く見ており、この実験をあてにはしていなかったが、ついに氷爆は投下され、街も人々も一瞬で凍り付いた。皮肉にもシェルターの実験は成功し、中で生き残った少年の父は人間の愚かさをあざ笑った。
やがて少年が目覚めると、父は動かなくなっていた。そして少年は大きなロボットに救出された。しかし、地上では100年もの歳月が流れていた。少年が見た100年後の世界は、地球の半分が氷爆の影響のために凍り付いてしまったものの、奇跡的にも復興を遂げていた。だが少年は父の事を思い出し、泣き出してしまう。救出に当たった人々の計らいで、ロボットから頭を殴られた少年は、そのショックで父の記憶を失う。その後少年は、地球国首都「ユートピア」を目の当たりにする。科学が著しく進歩した「ユートピア」では、人間は200歳まで生きられる様になり、人口は470億人にも増えていた。
だが、この「ユートピア」は科学至上主義が蔓延していた。大統領の独裁政治により、人間は文化や思想を管理、あるいは抹殺され、ロボットよりも能力の劣った人間や反逆者は「零（ゼロ）の空間」へと送られ、存在そのものを消されてしまうのであった。そしてロボットが人間と置き換わる。そんな中、その体制に不服な人々は「人間らしい人間の世の中を作る」ため、首領の下に「人類連盟」を水面下で結成し、体制への反逆を密かに計画していた。そんな中、科学省はロボット警官を作り出すことを決定。人類連盟はその阻止に動くが、結果、それに参加したほとんどの人々が捕らえられてしまう。そして彼等の5日後の零の空間行きが決定する。一方、逃げ延びた首領と少年は研究所へと向かい、首領は大統領にそっくりなロボットを開発する。そして、すんでのところで首領は大統領とロボット大統領の入れ替えに成功。首領の正体は、かつて氷爆を発明した博士本人だったのだ。こうして、人類連盟の人々はロボット大統領によって解放されたのだった。
しかし、氷爆の影響で自分の考えを持てるようになっていたロボット大統領は、その後ロボットと人間の置き換えを加速させる。工場の工員、学校の教員、議員、研究所、裁判所……。そしてロボット大統領は地球上をロボットで埋め尽くす考えを発表。残された人々は、ロボットの勢力に立ち向かうが、圧倒的な科学力と際限なく作られるロボットの数には到底敵うはずもなく、次々と敗れて行く。そんな中、氷爆博士と本物の大統領はロボットの考える力を奪うため、ユートピアに潜入。脳波源を破壊するものの二人は命を落とす。しかしそれでも残るすべてのロボットを繰り出され、追い詰められた人類は氷爆により氷漬けにされた都に最後の砦を構える。
最後の時が迫る中、ふとしたことで父親を思い出した少年は戦火をかいくぐり、父親が居るあのシェルターへと向かう。一方で戦火の中に残された人々のうちの一人が、自分たちが作った機械達に支配されたこの戦争を「最後の戦争だ」と言い、そして「自分達は何一つ進歩していない」と語り出す。そんな時、氷爆で凍っていたオルゴールが解け出し、音楽を奏で始めた。オルゴールは街中に響き渡り、戦う人々の耳に留まった。戦いはその夜のうちに終わった。なんとロボット達は放射能の副作用で狂い出し、互いに争い合い全滅していたのだ。翌朝、ロボット大統領はフラフラと歩き笑いながら少年のいるシェルターへ近づき、少年を狙撃しようとする。しかし、何者かがすかさず反撃した。それは死んでいたと思われていた少年の父親だった。生き残った人類は真の復興への一歩を、真の理想郷―ユートピア―を作ることを誓い合うのだった。

## その他
- 本作には女性が一人も登場していない。主要人物から、果ては群集の中にも女性の姿を見つけることができない。1981年の復刊時の小野耕世による解説本によると、小野がSF雑誌『奇想天外』で本作について論じた際にその点にも触れたが、後日藤子両人の漫画家生活25年を祝う席で藤本から「今まで指摘されるまで全く気がつきませんでしたよ」と言われたという。小野は、本作が発表された昭和20年代当時の少年漫画家たちにとって、女性というものは、少なくとも作品の中でその存在を強調することはむしろ自然ではなかったようだと語っている。実際、手塚の『新宝島』も同じように女性が一切登場していない。
- 本作の「零の空間」は『21エモン』にも登場する。こちらでは「長生きし過ぎて絶望した人々が入る場所」とされている。
- ドラマ版『まんが道』で、小道具として本作が出てくるが、表紙の絵が名著刊行会版のカバーの絵になっている。
- 『ドラえもんの国語おもしろ攻略 ことわざ辞典』の中で、スネ夫がこの作品（またはこれに酷似した題名の作品）を入手したことを自慢している場面がある。ただし、この自慢はドラえもん、のび太、ジャイアンがタイムマシンで当時の価格で新品を購入したという自慢でぶつけ返されている。
- 『エスパー魔美』のエピソードで、漫画コレクターの男性のコレクションにこの本があり、男の妻がゴミに出した後に古書店で高額で売られているのを知って驚く場面がある。
- 『笑ゥせぇるすまん』の作中エピソードの1つ「マンガニア」(第80話)では、喪黒福造がこの本に酷似した漫画「LAST UTOPIA-最後のユートピア-」を所持しており、同話のお客様として登場する、古本マニアの中念宅次に価値を調べて欲しいと預ける。常連の古本屋店主に見せると、市場出荷数と希少価値が限りなく少なく数百万円の価値があると青ざめながら驚く場面がある。なお、出版は昭和29年、作者は足塚夢四雄(あしづか むしお)となっている。中念宅次曰く「手塚治虫に憧れた新人漫画家のペンネームのようだ」と解釈している。
- 「こみっくパーティー」の一期の話で出てきた古本屋で「世界の最後大戦」のタイトルの古本が入ったというエピソードがある。